# Uczelniany Koszykarz Roku Konferencji America East NCAA

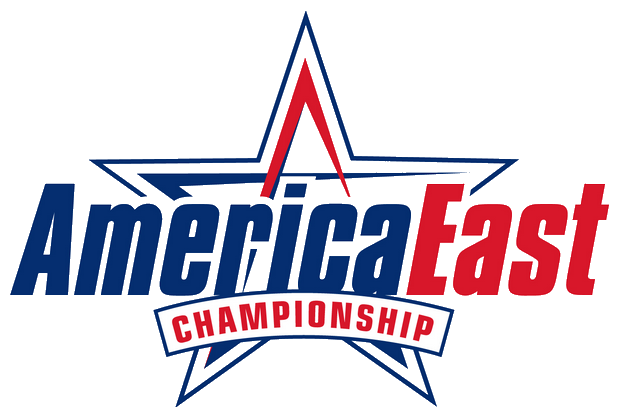
Logo mistrzostw konferencji America East.

Uczelniany Koszykarz Roku Konferencji America East NCAA (oficjalna nazwa: America East Conference Men's Basketball Player of the Year, inna nazwa Kevin Roberson America East Conference Men's Basketball Player of the Year) – koszykarska nagroda przyznawana co roku najlepszemu koszykarzowi konferencji America East NCAA. Zaczęto ją przyznawać od rozgrywek 1979–80, pierwszego sezonu istnienia konferencji (nazywanej wtedy ECAC North). Ośmiu zawodników otrzymało ją więcej niż jeden raz, trzech zostało laureatami trzykrotnie: Reggie Lewis z Northeastern (1985–1987), Taylor Coppenrath z Vermont (2003–2005) oraz Jameel Warney z Stony Brook (2014–2016).
Nagroda została nazwana w celu uhonorowania jednego z jej laureatów Kevina Robersona z Vermont po tym, jak został on zabity przez pijanego kierowcę w swoim rodzinnym mieście Buffalo (Nowy Jork), w maju 1993 roku.
W 2016 zawodnicy uczelni Vermont zdobyli najwięcej nagród w historii (8). Northeastern, Stony Brook, i Boston University (opuścił konferencję w 2013 roku) plasują się na drugiej pozycji z pięcioma statuetkami. Co najmniej dwa trofea uzyskali zawodnicy czterech różnych uczelni. Indywidualnie najwięcej laureatów pośród zawodników (po pięciu) mają na swoim koncie uczelnie z Vermont oraz Bostonu. Do tej pory (2016) tylko jedna para zawodników współdzieliła nagrodę, miało to miejsce podczas inauguracyjnych rozgrywek konferencji (1979/80).

## Zwycięzcy

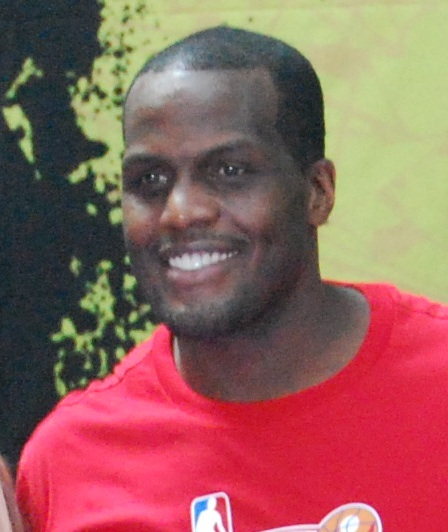
Malik Rose, dwukrotny Koszykarz Roku America East jako zawodnik Drexel Dragon (1995, 1996). Uczelnia Drexel po opuszczeniu konferencji America East dołączyła do Colonial Athletic Association.

| ^            | Zawodnicy współdzielący tytuł zawodnika roku |
| *            | Nagrodzeni tytułem Krajowego Akademickiego Koszykarza Roku: Uczelniany Koszykarz Roku Helms Foundation (1904–05 do 1978–79) Uczelniany Koszykarz Roku United Press International (1954–55 do 1995–96) Uczelniany Koszykarz Roku im. Naismitha (od 1968–69) John R. Wooden Award (od 1976–77) |
| Zawodnik (X) | Cyfra w nawiasie oznacza zawodnika, który zdobył tytuł Zawodnika Roku America East więcej niż jeden raz |
| Freshman     | – zawodnik pierwszoroczny |
| Sophomore    | – zawodnik drugoroczny |
| Junior       | – zawodnik trzecioroczny |
| Senior       | – zawodnik ostatniego roku |

| Sezon    | Zawodnik                   | uczelnia          | Poz.  | Status    | Przyp. |
| -------- | -------------------------- | ----------------- | ----- | --------- | ------ |
| 1979–80^ | Rufus Harris               | Maine             | SF    | Senior    |        |
| 1979–80^ | Ron Perry                  | Holy Cross        | SG    | Senior    |        |
| 1980–81  | Mike Ferrara               | Colgate           | SG    | Senior    |        |
| 1981–82  | Perry Moss                 | Northeastern      | PG/SG | Junior    |        |
| 1982–83  | Jeff Cross                 | Maine             | C     | Junior    |        |
| 1983–84  | Mark Halsel                | Northeastern      | F     | Senior    |        |
| 1984–85  | Reggie Lewis               | Northeastern      | SF    | Sophomore |        |
| 1985–86  | Reggie Lewis (2)           | Northeastern      | SF    | Junior    |        |
| 1986–87  | Reggie Lewis (3)           | Northeastern      | SF    | Senior    |        |
| 1987–88  | Larry Jones                | Boston University | PF    | Senior    |        |
| 1988–89  | Jeff Robinson              | Siena             | SF/SG | Junior    |        |
| 1989–90  | Steven Key                 | Boston University | PG    | Senior    |        |
| 1990–91  | Matt Johnson               | Vermont           | SF    | Senior    |        |
| 1991–92  | Kevin Roberson             | Vermont           | C     | Senior    |        |
| 1992–93  | Vin Baker                  | Hartford          | C     | Senior    |        |
| 1993–94  | Scott Drapeau              | New Hampshire     | PF    | Junior    |        |
| 1994–95  | Malik Rose                 | Drexel            | PF    | Junior    |        |
| 1995–96  | Malik Rose (2)             | Drexel            | PF    | Senior    |        |
| 1996–97  | Tunji Awajobi              | Boston University | PF    | Senior    |        |
| 1997–98  | Craig "Speedy" Claxton     | Hofstra           | PG    | Sophomore |        |
| 1998–99  | Mike Pegues                | Delaware          | PF    | Junior    |        |
| 1999–00  | Craig "Speedy" Claxton (2) | Hofstra           | PG    | Senior    |        |
| 2000–01  | Norman Richardson          | Hofstra           | SG    | Senior    |        |
| 2001–02  | T.J. Sorrentine            | Vermont           | PG    | Sophomore |        |
| 2002–03  | Taylor Coppenrath          | Vermont           | PF    | Sophomore |        |
| 2003–04  | Taylor Coppenrath (2)      | Vermont           | PF    | Junior    |        |
| 2004–05  | Taylor Coppenrath (3)      | Vermont           | PF    | Senior    |        |
| 2005–06  | Jamar Wilson               | Albany            | SG    | Junior    |        |
| 2006–07  | Jamar Wilson (2)           | Albany            | SG    | Senior    |        |
| 2007–08  | Marqus Blakely             | Vermont           | PF    | Sophomore |        |
| 2008–09  | Marqus Blakely (2)         | Vermont           | PF    | Junior    |        |
| 2009–10  | Muhammad El-Amin           | Stony Brook       | SG    | Senior    |        |
| 2010–11  | John Holland               | Boston University | SG/SF | Senior    |        |
| 2011–12  | Darryl Partin              | Boston University | SG    | Senior    | [ 1 ]  |
| 2012–13  | Tommy Brenton              | Stony Brook       | SF    | Senior    | [ 2 ]  |
| 2013–14  | Jameel Warney              | Stony Brook       | PF    | Sophomore | [ 3 ]  |
| 2014–15  | Jameel Warney (2)          | Stony Brook       | PF    | Junior    | [ 4 ]  |
| 2015–16  | Jameel Warney (3)          | Stony Brook       | PF    | Senior    | [ 5 ]  |
| 2016–17  | Trae Bell-Haynes           | Vermont           | PG    | Junior    | [ 6 ]  |

## Laureaci według uczelni
| Uczelnia (rok dołączenia) | Zwycięzcy | Lata                                                 |
| ------------------------- | --------- | ---------------------------------------------------- |
| Vermont (1979)            | 9         | 1991, 1992, 2002, 2003, 2004, 2005, 2008, 2009, 2017 |
| Boston University (1979)  | 5         | 1988, 1990, 1997, 2011, 2012                         |
| Northeastern (1979)       | 5         | 1982, 1984, 1985, 1986, 1987                         |
| Stony Brook (2001)        | 5         | 2010, 2013, 2014, 2015, 2016                         |
| Hofstra (1994)            | 3         | 1998, 2000, 2001                                     |
| Albany (2001)             | 2         | 2006, 2007                                           |
| Drexel (1991)             | 2         | 1995, 1996                                           |
| Maine (1979)              | 2         | 1980^, 1983                                          |
| Colgate (1979)            | 1         | 1981                                                 |
| Delaware (1991)           | 1         | 1999                                                 |
| Hartford (1985)           | 1         | 1993                                                 |
| Holy Cross (1979)         | 1         | 1980^                                                |
| New Hampshire (1979)      | 1         | 1994                                                 |
| Siena (1984)              | 1         | 1989                                                 |
| Binghamton (2001)         | 0         | —                                                    |
| UMass Lowell (2013)       | 0         | —                                                    |
| UMBC (2003)               | 0         | —                                                    |